# Elodes persicus
Elodes persicus es una especie de coleóptero de la familia Scirtidae.

## Distribución geográfica
Habita en Irán.